# Paul Bodmer
Pour les articles homonymes, voir Bodmer.
Paul Bodmer, né le 18 août 1886 à Zurich-Wiedikon et mort le 19 décembre 1983 à Zurich est un peintre suisse de scènes et de peintures murales appartenant au courant moderniste.

## Biographie

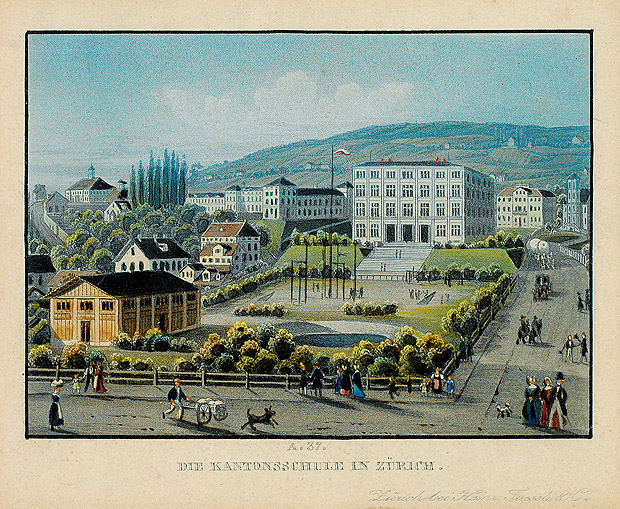
La première école cantonale de Zurich, au XIXe siècle, où Bodmer reçoit son éducation secondaire

Second d’une fratrie de trois garçons, il naît et grandit dans la maison de ses parents, propriétaires d’une fabrique de vêtements. Ils souhaitent faire de lui un pasteur et l’inscrivent dans l’établissement qui porte à cette époque le nom d’école industrielle (Industrieschule) devenue aujourd’hui l’école cantonale de la Rämibühl à Zurich.
Inspiré par le travail des peintres de scènes au vélodrome Sihlhölzli, il réussit à convaincre ses parents de lui permettre de commencer un apprentissage de peintre de décors chez Albert Isler, où il fait la connaissance des peintres Reinhold Kündig et Jacob Gubler.
Après cette formation, il se rend en Allemagne avec Kündig et Hermann Huber et tous les trois exercent le métier de peintres des coulisses dans plusieurs villes. Après quelques années Bodmer, de retour en Suisse s’installe dans le village isolé de Sternenberg, dans l’Oberland zurichois où il est toléré mais vu comme un individu étrange. En tant que peintre libre, il vit de la générosité de ses voisins. Il reçoit le soutien des paysans, qui lui donnent leurs restes de nourriture. Il apporte parfois ses tableaux dans les galeries d’art de Zurich. Ses œuvres se vendent à un prix dérisoire, mais après avoir réussi à vendre quelques toiles lors d’une exposition, il voit son prestige augmenter dans le village.
C’est à Sternenberg qu’il rencontre sa future femme, Emma Rauch, institutrice d’une école de huit classes dans le hameau d’Orn am Bachtel. Elle est comme lui originaire de Wiedikon. Après leur mariage en 1915, le couple s’installe à Oetwil am See, dans une ancienne ferme, qui deviendra aussi plus tard le lieu de résidence de l’artiste peintre Helen Dahm. En 1917 on propose à Bodmer un poste de professeur de peinture décorative à l’École des beaux-arts de Zurich, où il restera jusqu’en 1921. Bien qu’il enseigne volontiers, il ressent le professorat comme une fastidieuse interruption de sa œuvre créatrice. L’année 1917 voit la naissance d’une fille. Deux fils suivront en 1921 et 1925.
À la longue, l’éloignement de la ville devient pénible pour le couple et leurs deux enfants et en 1922 ils emménagent dans le quartier de Zollikerberg qui à l’époque est encore peu construit et proche de la vie paysanne. Les débuts dans l’une des six maisons conçues pour les artistes et mise à leur disposition sont pénibles, mais la famille parvient finalement à s’ancrer à Zollikerberg grâce au soutien d’une autre famille du voisinage, les Herr du moulin de Trichtenhauser. C’est la commande qu’il reçoit pour les fresques du cloître du couvent de Fraumünster (1924-1934), qui permet enfin à Bodmer, d’être débarrassé de ses soucis financiers. Viennent ensuite des travaux d’encore plus grande envergure ; c’est ainsi qu’en 1939 Bodmer crée, par exemple, la grande fresque « la Chanson de la Patrie », qui orne la montée vers la Höhenstrasse à l’Exposition nationale suisse de 1939 (Landi 39).
Autodidacte, Bodmer reste actif sur le plan artistique jusqu’à sa mort. C’est principalement par l’étude de la peinture des anciens maîtres et ses voyages d’étude, surtout en Italie, qu’il avait acquis ses connaissances.

## Œuvres
Bodmer peint en Suisse dès l’année 1910, où il finit par intégrer le cercle des peintres libres d’Otto Meyer-Amden. Il est surtout connu pour ses peintures murales et ses fresques. Plusieurs de ses tableaux font scandale : les scènes de personnages nus des bâtiments de l’université ouverts en 1914 sont jugées inappropriées à l’égard d’une jeunesse considérée comme malléable, et doivent faire l’objet de repeints, de même que ses peintures abstraites de l’Institut zoologique de l’université de Zurich et de l’École Letten ou que les grandes mosaïques urbaines de bâtiment administratif Walche. On peut voir encore aujourd’hui, ses fresques du cloître du Fraumünster, créées de 1924 à 1934, représentant les légendes de la fondation de ce couvent.
En 1937 il réalise dans la nouvelle église récemment construite de Wollishofen une fresque où figurent des anges en vol. En 1939, il crée l’immense peinture murale « Ô mon pays, ô ma patrie » sur les marches montant vers la Höhenstrasse de la Landi 39 à Zurich. En 1948, il signe encore une fresque dans la Steigkirche de Schaffhouse.
À partir de 1941 et jusqu’en 1945 Bodmer peint les murs de la salle de réunion de la maison paroissiale de Zollikon. Sur une partie on peut voir les conscrits du village se rassemblant à Zollikon en 1476 avant la bataille de Morat. L’autre partie représente le don d’un nouveau vignoble à Mechthilde, abbesse du Fraumünster en 1145.
Les peintures de Bodmer sont une contribution importante au renouvellement de la peinture religieuse réformée en Suisse. En 1947, il reçoit le prix d’art de la ville de Zurich.

## Galerie

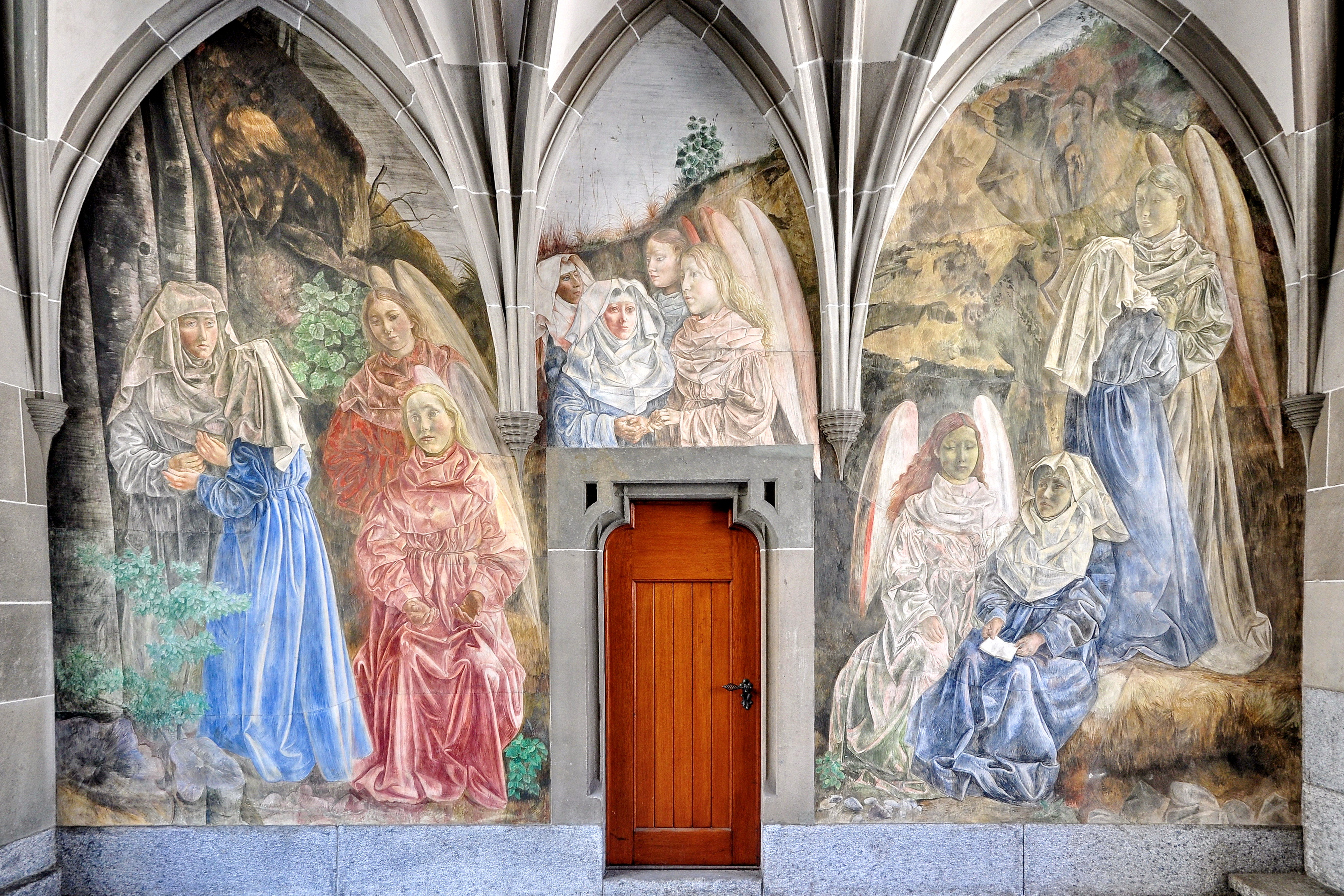
Fresque du cloître du Fraumunster
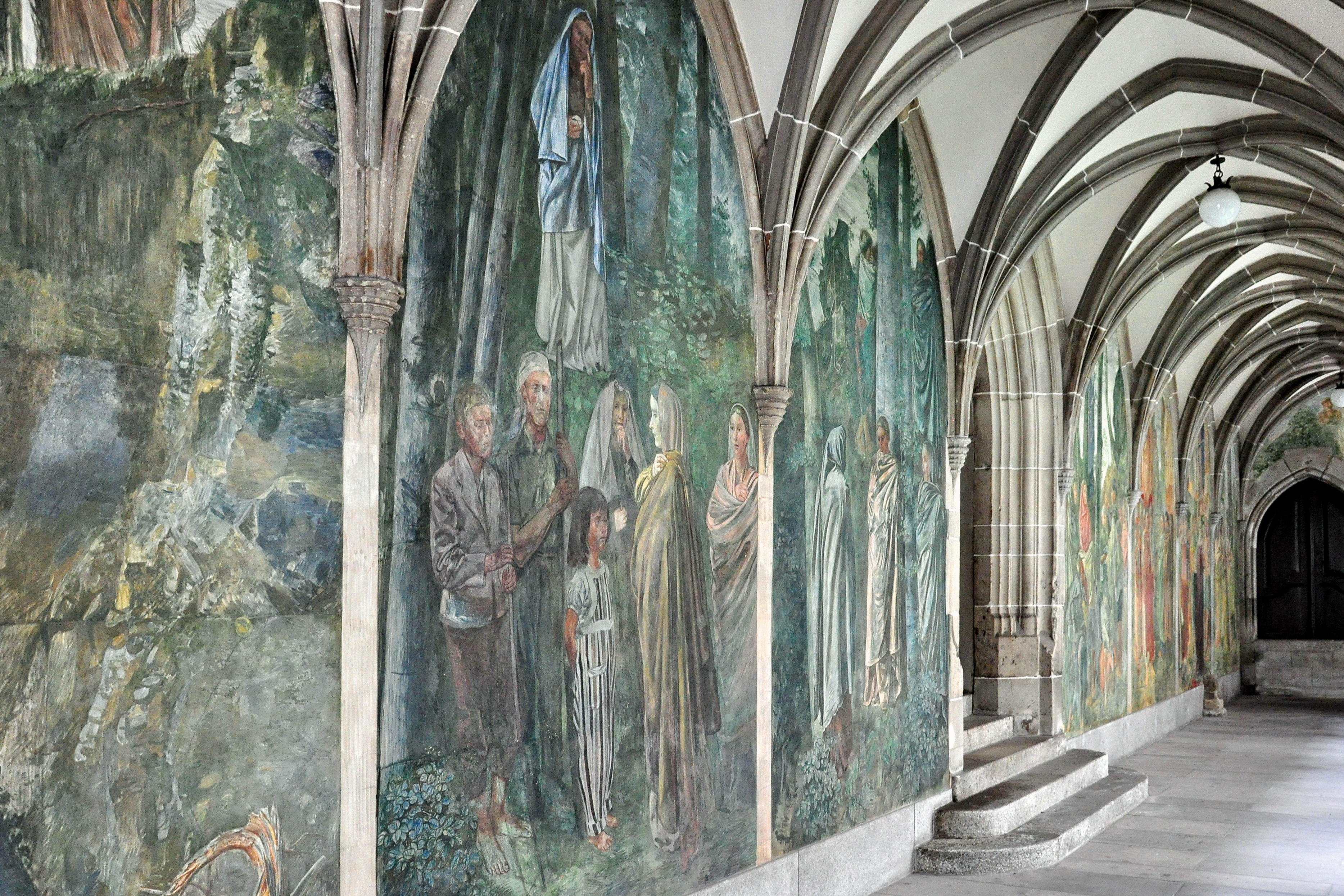
Fresque du cloître du Fraumunster